# Sibynophis geminatus
Sibynophis geminatus là một loài rắn trong họ Rắn nước. Loài này được Boie mô tả khoa học đầu tiên năm 1826.